# The Perils of Time Travel
The Perils of Time Travel è il primo EP del gruppo musicale statunitense Thank You Scientist, pubblicato il 10 gennaio 2011.

## Tracce
Testi e musiche dei Thank You Scientist.
1. Grin – 5:18
2. Abandonship – 5:26
3. Leave the Light On – 5:56
4. Make Like a Tree (Get Out) – 5:26
5. Gemini – 7:14

## Formazione
Gruppo
- Salvatore Marrano – voce
- Tom Monda – chitarra
- Greg Colacino – basso
- Odin Alvarez – batteria
- Russ Lynch – violino, viola
- Ellis Jasenovic – sassofono
- Andrew Digrius – tromba
- George Marzloff – sintetizzatore, tastiera

Produzione
- Thank You Scientist – produzione
- Rock Warren – registrazione, ingegneria del suono
- Ron "Bumblefoot" Thal – mastering